# ホンノウスイッチ
『ホンノウスイッチ』は、KUJIRAによる日本の漫画作品。電子雑誌『comic tint』（講談社）にてvol.3（2018年6月1日発売）からvol.48（2022年4月1日発売）まで連載された。
2025年1月より、テレビ朝日系列にてテレビドラマが放送された。

## 書誌情報
- KUJIRA『ホンノウスイッチ』 講談社〈BE LOVE KC〉、全9巻
  1. 2020年1月10日発売[4][講 1]、ISBN 978-4-06-518341-0
  2. 2020年3月13日発売[講 2]、ISBN 978-4-06-518682-4
  3. 2020年7月13日発売[講 3]、ISBN 978-4-06-520271-5
  4. 2020年10月13日発売[講 4]、ISBN 978-4-06-520862-5
  5. 2021年1月13日発売[講 5]、ISBN 978-4-06-521939-3
  6. 2021年4月13日発売[講 6]、ISBN 978-4-06-522787-9
  7. 2021年7月13日発売[講 7]、ISBN 978-4-06-523898-1
  8. 2021年11月12日発売[講 8]、ISBN 978-4-06-525748-7
  9. 2022年6月13日発売[講 9]、ISBN 978-4-06-528489-6

## テレビドラマ
2025年1月11日から3月15日までテレビ朝日系「オシドラサタデー」枠で放送された。主演は宮近海斗と葵わかな。

### キャスト

#### 主要人物
秋山聖（あきやま ひじり）〈26〉
演 - 宮近海斗（幼少期：渡辺雄大）
ゲーム会社「コーダンゲームズ」で働くプランナー。
星小和（ほし こより）〈26〉
演 - 葵わかな（幼少期：磯村アメリ）
聖の幼なじみ。ゲーム会社「マニフィックゲーム」で働くプランナー。

#### マニフィックゲーム
吉田総介（よしだ そうすけ）〈29〉
演 - 戸塚純貴
小和の同僚で、元カレ。
木原蓉子（きはら ようこ）
演 - 野波麻帆
小和の同僚で、よき相談相手。クールだが、姉御肌の頼れる存在。
榎本秀（えのもと しゅう）〈23〉
演 - 小島健（Aぇ! group）
小和の後輩。小和と一緒に新ゲームのプロジェクトを担当。明るいムードメーカー。

#### 秋山家
秋山茂（あきやま しげる）
演 - 瓜生和成
聖の父。
秋山道代（あきやま みちよ）
演 - 久保田磨希
聖の母。

#### 星家
星英治（ほし ひではる）
演 - 丸山智己
小和の父。
星牧子（ほし まきこ）
演 - 雛形あきこ
小和の母。

#### 周辺人物
斉藤楓（さいとう かえで）〈26〉
演 - 石川恋（第2話 - ）
聖と小和の中学時代の同級生で、聖の元カノ。
相澤さち（あいざわ さち）
演 - 秋田汐梨（第6話 - ）
榎本の幼なじみ。

### ゲスト

#### 第2話
同窓会に参加した同級生
演 - 瀬戸口祥侑

#### 第4話
Travis Japan
演 - 中村海人、七五三掛龍也、吉澤閑也（友情出演・第6話）
道代が見ていた「Travis Japanのさんぽ番組」にて登場。

### スタッフ
- 原作 - KUJIRA『ホンノウスイッチ』（講談社「comic tint」所載）[3]
- 脚本 - 泉澤陽子[3]
- 主題歌 - Travis Japan「Say I do」（Capitol Records / ユニバーサル ミュージック ジャパン）[9]
- 監督 - 髙橋洋人、藤澤浩和[3]
- ゼネラルプロデューサー - 中川慎子（テレビ朝日）[3]
- プロデューサー - 田中真由子（テレビ朝日）、島本講太（ストームレーベルズ）、平体雄二（スタジオブルー）、林田むつみ（スタジオブルー）[3]
- 音楽 - 眞鍋昭大[3]
- 制作協力 - スタジオブルー[3]
- 制作著作 - テレビ朝日、ストームレーベルズ[3]

### 放送日程
| 話数   | 放送日  | サブタイトル                     | 監督     |
| ------ | ------- | -------------------------------- | -------- |
| 第1話  | 1月11日 | 恋人にしたくないほど、好きな人。 | 髙橋洋人 |
| 第2話  | 1月18日 | 元カノ登場…波乱の同窓会!         | 髙橋洋人 |
| 第3話  | 1月25日 | 元カレ元カノ…恐怖の食事会!       | 藤澤浩和 |
| 第4話  | 2月01日 | 父の反対!新たなライバル出現!?    | 藤澤浩和 |
| 第5話  | 2月08日 | 同棲編スタート!三角関係の夜      | 髙橋洋人 |
| 第6話  | 2月15日 | 同棲解消!? すれ違う2人           | 髙橋洋人 |
| 第7話  | 2月22日 | 恋する混浴露天風呂               | 藤澤浩和 |
| 第8話  | 3月01日 | 幻のプロポーズ                   | 藤澤浩和 |
| 第9話  | 3月08日 | ずっと一緒だと思ってたのに…      | 髙橋洋人 |
| 最終話 | 3月15日 | この手がシワシワになっても       | 髙橋洋人 |

- 第9話は『テレビ朝日ドラマプレミアム 山崎豊子生誕100年記念 花のれん』（21時 - 22時54分）放送のため、30分繰り下げられ、23時30分 - 翌0時に放送された。

### スピンオフドラマ
『ハツコイスイッチ』のタイトルで、動画配信サービス「TELASA」にて、2025年2月15日の第6話放送終了後から配信中。主演は小島健。全2話。

#### キャスト（スピンオフドラマ）
- 榎本秀 - 小島健（Aぇ! group）
- 相澤さち - 秋田汐梨
- 鈴田 - 大水洋介（ラバーガール）

#### スタッフ（スピンオフドラマ）
- 原作 - KUJIRA『ホンノウスイッチ』（講談社「comic tint」所載）
- 脚本 - 泉澤陽子
- 音楽 - 眞鍋昭大
- 演出 - 藤澤浩和
- ゼネラルプロデューサー - 中川慎子（テレビ朝日）
- プロデューサー - 田中真由子（テレビ朝日）、島本講太（ストームレーベルズ）、平体雄二（スタジオブルー）、林田むつみ（スタジオブルー）
- 制作協力 - スタジオブルー
- 制作著作 - テレビ朝日、ストームレーベルズ

#### 配信日程（スピンオフドラマ）
| 各話 | 配信日  |
| ---- | ------- |
| 前編 | 2月15日 |
| 後編 | 3月09日 |

| テレビ朝日系 オシドラサタデー                    | テレビ朝日系 オシドラサタデー                | テレビ朝日系 オシドラサタデー              |
| 前番組                                           | 番組名                                       | 次番組                                     |
| ------------------------------------------------ | -------------------------------------------- | ------------------------------------------ |
| 私たちが恋する理由 （2024年10月12日 - 12月21日） | ホンノウスイッチ （2025年1月11日 - 3月15日） | ムサシノ輪舞曲 （2025年4月19日 - 6月21日） |

### 講談社コミックプラス
以下の出典は講談社コミックプラス（講談社）内のページ。書誌情報の発売日の出典としている。
1. ↑  “ホンノウスイッチ（1）”. 講談社コミックプラス.   講談社. 2024年11月28日閲覧。
2. ↑  “ホンノウスイッチ（2）”. 講談社コミックプラス.   講談社. 2024年11月28日閲覧。
3. ↑  “ホンノウスイッチ（3）”. 講談社コミックプラス.   講談社. 2024年11月28日閲覧。
4. ↑  “ホンノウスイッチ（4）”. 講談社コミックプラス.   講談社. 2024年11月28日閲覧。
5. ↑  “ホンノウスイッチ（5）”. 講談社コミックプラス.   講談社. 2024年11月28日閲覧。
6. ↑  “ホンノウスイッチ（6）”. 講談社コミックプラス.   講談社. 2024年11月28日閲覧。
7. ↑  “ホンノウスイッチ（7）”. 講談社コミックプラス.   講談社. 2024年11月28日閲覧。
8. ↑  “ホンノウスイッチ（8）”. 講談社コミックプラス.   講談社. 2024年11月28日閲覧。
9. ↑  “ホンノウスイッチ（9）　ーハジメテノフタリー”. 講談社コミックプラス.   講談社. 2024年11月28日閲覧。